# Apanteles bambusae
Apanteles bambusae är en stekelart som beskrevs av Wilkinson 1928. Apanteles bambusae ingår i släktet Apanteles och familjen bracksteklar. Inga underarter finns listade i Catalogue of Life.